# Venus In Situ Explorer
El Venus In situ Explorer (VISE) ha estat un concepte de missió d'aterratge proposat des de 2003 pel Planetary Science Decadal Survey com una sonda espacial sonda espacial dissenyada per respondre preguntes científiques fonamentals desembarcant i fent experiments sobre Venus.
El concepte VISE ha estat identificat com un tema desitjat per a propostes de missió a diverses rondes de les seleccions competitives de la missió de la NASA, incloses les que seleccionin les missions 2a, 3a i 4a del Programa New Frontiers. Tanmateix, totes les propostes temàtiques de VISE no han tingut èxit fins ara.

## Visió general
L'estudi de Venus és essencial per a la comprensió de l'evolució dels planetes terrestres, la comprensió de com van divergir Venus i la Terra, i la comprensió de quan i si els planetes desenvolupen ambients habitables. Mentre que a la superfície, el Venus In Situ Explorer funcionaria durant diverses hores per adquirir i caracteritzar una extracció de mostres bàsiques de la superfície per estudiar mostres de roca verges no degradades per les condicions de la superfície molt dures del planeta. A més, el VISE determinaria la composició i la mineralogia de la superfície. El mòdul d'aterratge també alliberaria un globus de curta durada per mesurar vents a nivell dels núvols.
La càrrega útil científica inclouria càmeres, espectròmetres, un espectròmetre de masses neutre, un paquet de meteorologia i altres instruments per determinar la mineralogia i la textura superficial. Es pot utilitzar un nou mecanisme d'entrada atmosfèrica, un desaccelerador aerodinàmic desplegat mecànicament, conegut com a Adaptive Deployable Entry and Placement Technology (ADEPT).

## Propostes fallides
El concepte VISE es va identificar el 2003 com un dels quatre temes elegibles per a les missions candidates per a la 2a Missió del programa New Frontiers de la NASA. No es van presentar propostes temàtiques VISE a l'etapa finalista.
VISE va tornar a ser un tema elegible, aquesta vegada un dels vuit, en la competició de 2009 per seleccionar New Frontiers Mission 3. Una proposta temàtica de VISE, Surface and Atmosphere Geochemical Explorer o SAGE, va ser un finalista sense èxit.
VISE va ser un dels sis temes elegibles perquè les missions candidates al New Frontiers Mission 4 per ser llançats el 2024. De les 12 propostes presentades i revisades per la NASA, tres es van associar a aquest tema: dues propostes d'aterratge, Venus In situ Composition Investigations (VICI) i Venus In Situ Atmospheric and Geochemical Explorer (VISAGE); i Venus Origins Explorer (VOX), un orbitador, del qual els seus defensors, afirmen que obtindria resultats científics similars. Cap dels tres va avançar a la llista final.